# Harry Kunze
Harry Kunze (* 8. August 1948) war Fußballspieler in der DDR-Oberliga, der höchsten Spielklasse des DDR-Fußballverbandes. Dort war er beim FC Carl Zeiss Jena und beim Halleschen FC Chemie aktiv.

## Sportliche Laufbahn
Kunzes erste Fußballgemeinschaft war die SG Döschwitz, wo er 1965 seine Fußball-Laufbahn begann. Im Alter von 21 Jahren wechselte er 1969 zur BSG Chemie Zeitz in die drittklassige Bezirksliga Halle (Saale). 1972 schaffte er mit den Zeitzern den Aufstieg in die DDR-Liga. Ein Jahr später wurden die Zeitzer Staffelsieger, scheiterten aber in der Aufstiegsrunde zur Oberliga. Zum Saisonende 1972/73 delegierte die BSG Chemie ihren 1,73 m großen Stürmer zum Oberligisten und DDR-Vizemeister FC Carl Zeiss Jena.
Sein erstes Oberligaspiel bestritt Kunze bereits am 1. Spieltag der Saison 1973/74 am 18. August 1974 bei der Begegnung Chemie Leipzig – FC Carl Zeiss (1:3) mit einem Kurzeinsatz von acht Minuten. Auch im weiteren Saisonverlauf kam er nicht über die Rolle eines Ersatzspielers hinaus. Nur in vier Oberligaspielen wurde er als Rechtsaußenstürmer über die volle Spieldauer eingesetzt. Insgesamt spielte er in seiner ersten Oberligasaison 16-mal und erzielte lediglich ein Tor. 1974/75 kam er in 13 Oberligaspielen zum Einsatz, darunter waren fünf Einsätze über 90 Minuten. Zweimal kam er zum Torerfolg. In beiden Spielzeiten kam er zusätzlich in fünf der insgesamt acht ausgetragenen Europapokalspielen zum Einsatz. Von den in den beiden Spielzeiten ausgetragenen 14 DDR-Pokalspielen bestritt Kunze nur drei. Am Pokalsieg der Saison 1973/74 war er nur mit einem Einsatz in der 2. Hauptrunde beteiligt.
Nachdem Kunze in der Saison 1975/76 nur noch zweimal am 5. und 6. Spieltag mit Kurzeinsätzen als Einwechselspieler in der Oberligamannschaft eingesetzt worden war, wechselte er im Januar 1976 zum Oberligisten Hallescher FC Chemie. Dort wurde er jedoch auch nur in einem Oberligaspiel für 24 Minuten eingesetzt. Zum Saisonende kehrte Kunze wieder zu Chemie Zeitz zurück. Dort spielte er noch bis 1982 in der DDR-Liga. In den letzten Jahren wurde er als Mittelfeldspieler aufgeboten und war Mannschaftskapitän. Bereits während seiner Zeit als Fußballspieler hatte er sich zum Diplom-Ingenieurökonomen ausbilden lassen.